# Slavernijmonument (Rotterdam)

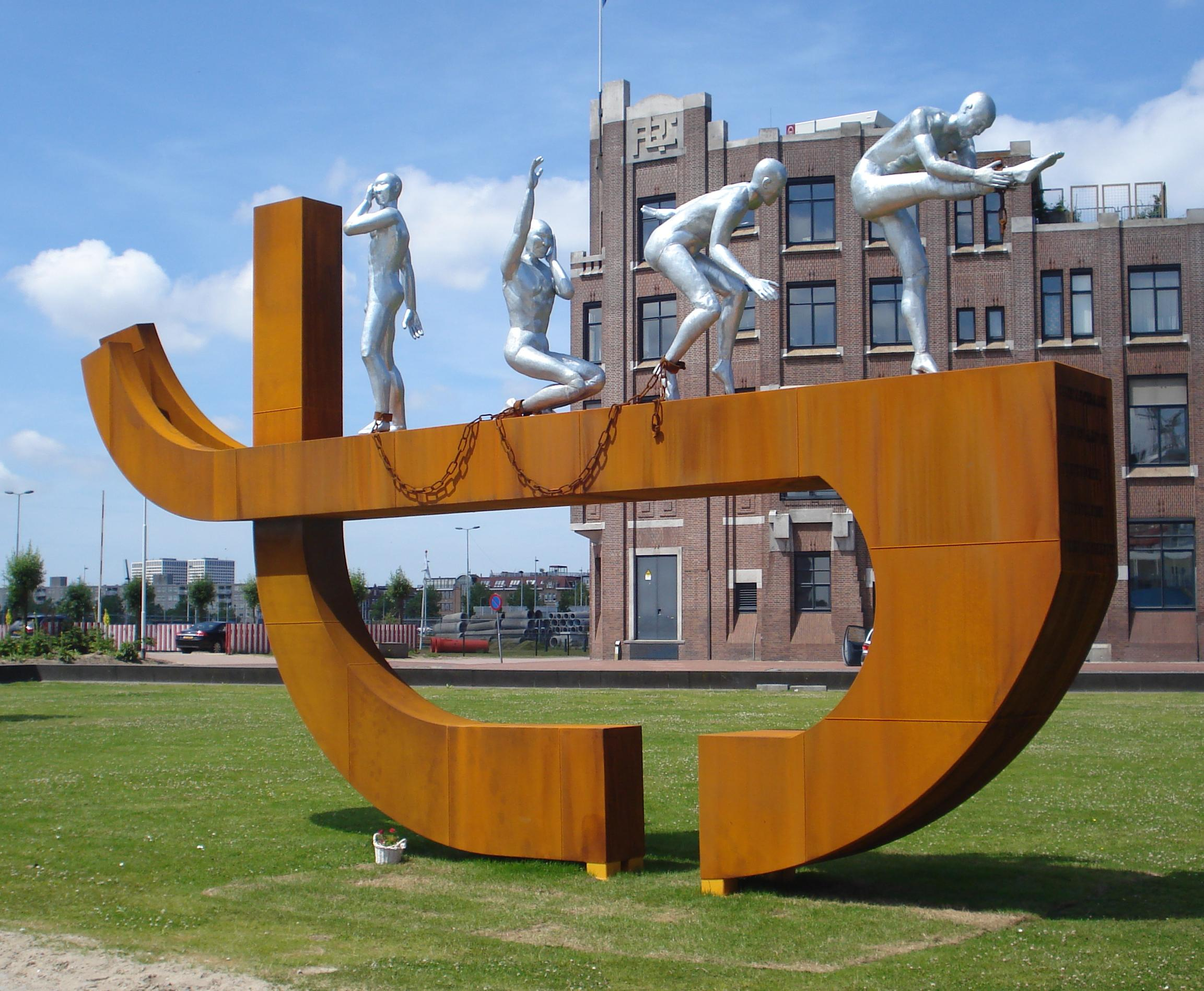
Slavernijmonument

Het Slavernijmonument is een monument ter herinnering aan het Nederlandse slavernijverleden en is gesitueerd in de Nederlandse stad Rotterdam. Het monument is het ontwerp van Alex da Silva en staat op de Lloydkade in de wijk Lloydkwartier in het stadsdeel Delfshaven.

## Geschiedenis
In de 17e tot de 19e eeuw werden er in het Lloydkwartier wapens, aardewerk en sterke drank verhandeld. Deze goederen werden naar Afrika verscheept, waar ze werden geruild voor slaven. Vervolgens brachten deze Rotterdamse schepen ze naar Suriname en de Nederlandse Antillen en daar te ruilen voor goederen als koffie en suiker die naar Rotterdam werden verscheept. In deze Trans-Atlantische slavenhandel speelde onder andere de firma Coopstad en Rochussen een rol; zij was na de Middelburgsche Commercie Compagnie de grootste handelsmaatschappij van Nederland.
Anno 2013 wonen er in Rotterdam meer dan 80.000 nazaten van slaven.
Op 16 juni 2013 werd het Slavernijmonument onthuld. Op 1 juli 2015 was het precies 150 jaar geleden dat de slavernij in Nederland werd afgeschaft.
De naastgelegen hogeschool STC-Group heeft het monument geadopteerd.

## Ontwerp
Het monument is gemaakt van cortenstaal en thermisch verzinkt staal en heeft een lengte van 900 centimeter, een hoogte van 450 centimeter en een breedte van 120 centimeter. De sculptuur heeft de vorm van een gestileerd schip, waar bovenop figuren hun vrijheid tegemoet dansen. Van de vier dansende slaven is de eerste nog volledig geketend en de laatste - al dansend - volledig losgebroken.